# Filip Helander
Filip Viktor Helander (Malmö, 1993. április 22. –) svéd válogatott labdarúgó, a Rangers játékosa.

## Pályafutása

### Klubcsapatban
Pályafutását szülővárosa csapatában a Malmőben kezdte. A svéd bajnokságban 2011. október 17-én mutatkozott be egy Syrianska FC elleni bajnoki alkalmával Daniel Andersson cseréjeként. 2012 nyarán aláírta első profi szerződését. A 2013-as szezon elején sérüléssel bajlódott. Miután visszatért összesen 18 mérkőzésen lépett pályára és bajnoki címet szerzett a csapatával. A 2014-es idényben ismét megnyerték a bajnokságot. Az első gólját 2014. augusztus 23-án szerezte a Malmö színeiben egy IFK Norrköping elleni bajnokin, amit 3–0-ra megnyertek.
2015. július 22-én az olasz Hellas Verona szerződtette. Bemutatkozására szeptember 23-án került sor a San Siroban, egy Internazionale elleni bajnokin, amit 1–0-ra elveszítettek. Egy héttel később, a Lazio ellen megszerezte első gólját az új csapatában.
2016. augusztus 31-én a Bolognahoz igazolt.

### A válogatottban
2012 és 2015 között a svéd U21-es válogatottban játszott. Tagja volt a 2015-ben U21-es Európa-bajnoki címet szerző válogatottnak. A felnőtt csapatban 2015 októberében mutatkozhatott be. Nevezték a 2018-as világbajnokságon részt vevő válogatott 23-as keretébe.

## Sikerei, díjai
Malmö FF
- Svéd bajnok (2): 2013, 2014
- Svéd szuperkupa (1): 2014

Svédország U21
- U21-es Európa-bajnok (1): 2015

## Külső hivatkozások
- Filip Helander adatlapja a National-Football-Teams.com oldalon (angolul)

- Filip Helander (angol nyelven). FootballDatabase.eu. [2018. január 29-i dátummal az eredetiből archiválva]. (Hozzáférés: 2018. május 19.)
- Filip Helander (francia nyelven). scoresway.com. [2018. május 19-i dátummal az eredetiből archiválva]. (Hozzáférés: 2018. május 19.)
- Filip Helander (angol nyelven). soccerway.com. [2018. május 20-i dátummal az eredetiből archiválva]. (Hozzáférés: 2018. május 19.)